# 波耶 (埃罗省)
波耶（法語：Poilhes，法語發音：[pɔj]）是法国埃罗省的一个市镇，属于贝济耶区。

## 地理
波耶（43°18'27"N, 3°4'38"E）面积5.95 平方千米，位于法国奧克西塔尼大區埃罗省，该省份为法国南部沿海省份，南濒地中海，西南接奥德省，西北接塔恩省和阿韦龙省，东北与加尔省接壤。
与波耶接壤的市镇（或旧市镇、城区）包括：卡佩斯唐、蒙塔迪、尼桑莱藏塞吕讷。
波耶的时区为UTC+01:00、UTC+02:00（夏令时）。

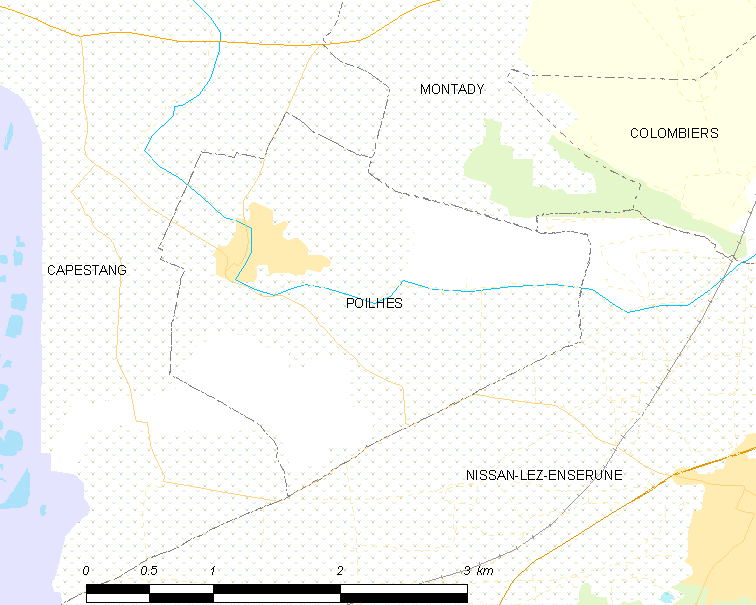
波耶的OSM定位图

## 行政
波耶的邮政编码为34310，INSEE市镇编码为34206。

## 政治
波耶所属的省级选区为圣庞斯德托米耶尔县。

## 人口

1962-2008年间波耶人口变化图示

波耶于2022年1月1日时的人口数量为534人。